# Geolycosa timorensis
Geolycosa timorensis là một loài nhện trong họ Lycosidae.
Loài này thuộc chi Geolycosa. Geolycosa timorensis được Tord Tamerlan Teodor Thorell miêu tả năm 1881.